# Aaron Brückner

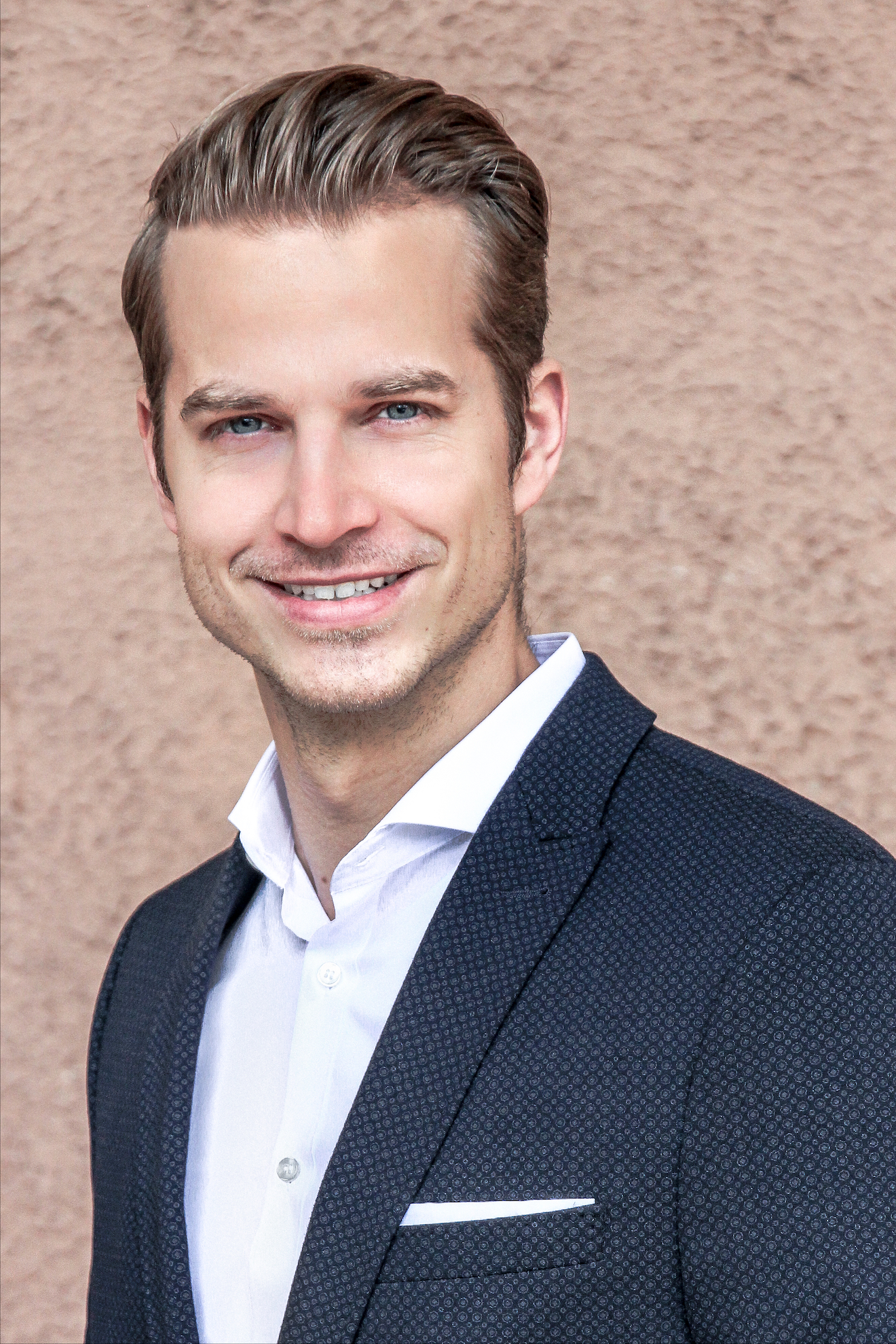
Aaron Brückner

Aaron Brückner (* 1988 in Hachenburg) ist ein deutscher Autor, promovierter Wirtschaftswissenschaftler, Unternehmensberater und Model.

## Wirtschaftswissenschaftler
Aaron Brückner war Doktorand von Rudolf Wimmer am Wittener Institut für Familienunternehmen und studierte Business Economics und Management an der Universität Witten/Herdecke.
Während seines Studiums schrieb Aaron Brückner ein Buch über die Implementierung von Operational Excellence Initiativen, das 2014 im Verlag Springer Gabler veröffentlicht wurde, und gründete das Beratungsnetzwerk Milestone Consultants. Als Gastdozent an der FOM – Hochschule für Oekonomie und Management in Hamburg veröffentlichte Brückner 2017 ein Buch über Lean Management im Unternehmensalltag, das wieder im Verlag Springer Gabler erschien.

## Model
Im Jahr 2006 begann er im Alter von 18 Jahren, freiberuflich für die Hamburger Männermodelagentur KULT zu arbeiten, und unternahm mehrfache Auslandsaufenthalte in Singapur, Australien, Frankreich, Italien, Amerika, Südafrika und China. Bereits mit 19 Jahren wurde er von Mario Testino für eine Dolce&Gabbana-Kampagne gebucht. Bis heute folgten Aufträge u. a. für Hugo Boss, Tommy Hilfiger, Emporio Armani, Calvin Klein, Fielmann und Olymp.

## Monographien
- mit Markus H. Dahm: Operational Excellence mittels Transformation Management. Nachhaltige Veränderung im Unternehmen sicherstellen – Ein Praxisratgeber, Springer Gabler, Wiesbaden 2014, ISBN 978-3-658-05091-7.
- mit Markus H. Dahm: Lean Management im Unternehmensalltag. Praxisbeispiele zur Inspiration und Reflexion, Springer Gabler, Wiesbaden 2017, ISBN 978-3-658-16814-8.
- Führungspraxis und Zukunftsgestaltung in Familienunternehmen. Tradierte Denk- und Handlungsmuster auf dem Prüfstand, Springer Gabler, Wiesbaden 2018, ISBN 978-3-658-21473-9 (= Dissertation).
- Sei der CEO deines Lebens! 33 wirksame Business-Tools, die dich im Leben erfolgreich machen, Gabal Verlag, Offenbach 2019, ISBN 978-3-86936-907-5.